# Otto I van Brandenburg
Otto I van Brandenburg (ca. 1127 - 7 maart of 8 juli 1184) was markgraaf van de mark Brandenburg vanaf 1170.
Otto was een zoon van markgraaf Albrecht I van Brandenburg en Sophia van Winzeburg. Vanaf 1144 wordt hij vermeld in aktes waaruit blijkt dat hij vanaf dat jaar zijn vader hielp bij het bestuur van Brandenburg. Zijn jongere broer Hendrik ging dit later ook doen. In 1148 nam Otto deel aan de kruistocht tegen de Abodriten. Otto volgde zijn vader op na diens overlijden in 1170. Brandenburg omvatte in die tijd alleen de westelijke helft van de latere omvang van het gebied. Otto richtte zich er vooral op zijn greep op het gebied te versterken door woeste gronden te laten ontginnen door Duitse kolonisten. In 1180 probeerde hertog Kasimir van Pommeren om door Brandenburg te trekken om Hendrik de Leeuw aan te vallen. In reactie daarop viel Otto Pommeren aan en verwierf de gebieden rond Neubrandenburg. Ook in 1180 stichtte hij het klooster van Kloster Lehnin als familieklooster. Otto werd daar begraven, net als veel van zijn afstammelingen en veel leden van het huis Hohenzollern.
Otto was 6 januari 1148 gehuwd met Judith (ca. 1133 - 8 juli ca. 1173, begraven in de kathedraal van Brandenburg an der Havel), dochter van hertog Bolesław III van Polen en diens tweede vrouw Salomea van Berg-Schelklingen, en in 1176 met ene Adelheid. Die wordt vaak geïdentificeerd met Adela van Holland, dochter van graaf Floris III van Holland maar chronologisch gezien is het vrijwel zeker dat Adela van Holland was getrouwd met Otto's zoon Otto II van Brandenburg, die ook met een Adela was getrouwd.
Otto en Judith kregen de volgende kinderen:
- Otto II van Brandenburg;
- Hendrik (-1192), graaf van Tangermünde, Stendal (stad) en Gardelegen, stichtte de Nicolaaskerk in Stendal en de Stefanuskerk in Tangermünde, begraven in de Nicolaaskerk in Stendal.

Otto en Adela waren de ouders van Albrecht II van Brandenburg.

## Voorouders
| Voorouders van Otto I van Brandenburg | Voorouders van Otto I van Brandenburg                                                    | Voorouders van Otto I van Brandenburg                                                    | Voorouders van Otto I van Brandenburg                            | Voorouders van Otto I van Brandenburg                            | Voorouders van Otto I van Brandenburg                            | Voorouders van Otto I van Brandenburg                            | Voorouders van Otto I van Brandenburg                                  | Voorouders van Otto I van Brandenburg                                  |
| ------------------------------------- | ---------------------------------------------------------------------------------------- | ---------------------------------------------------------------------------------------- | ---------------------------------------------------------------- | ---------------------------------------------------------------- | ---------------------------------------------------------------- | ---------------------------------------------------------------- | ---------------------------------------------------------------------- | ---------------------------------------------------------------------- |
| Overgrootouders                       | Adalbert II van Ballenstedt (1030-1076/80) ∞ Adelheid van Weimar - Orlamunde (1055-1100) | Adalbert II van Ballenstedt (1030-1076/80) ∞ Adelheid van Weimar - Orlamunde (1055-1100) | Magnus van Saksen (1045-1106) ∞ Sophia van Hongarije (1044-1095) | Magnus van Saksen (1045-1106) ∞ Sophia van Hongarije (1044-1095) | Herman van Formbach (1055-1122) ∞ ? (-)                          | Herman van Formbach (1055-1122) ∞ ? (-)                          | Poppo II van Istrië (1060-1098) ∞ Richardis van Spanheim (~1070-~1130) | Poppo II van Istrië (1060-1098) ∞ Richardis van Spanheim (~1070-~1130) |
| Grootouders                           | Otto van Ballenstedt (1065-1123) ∞ Eilika van Saksen (1081-1142)                         | Otto van Ballenstedt (1065-1123) ∞ Eilika van Saksen (1081-1142)                         | Otto van Ballenstedt (1065-1123) ∞ Eilika van Saksen (1081-1142) | Otto van Ballenstedt (1065-1123) ∞ Eilika van Saksen (1081-1142) | Herman I van Winzenburg (1083-1138) ∞ Hedwig (~1095-1162)        | Herman I van Winzenburg (1083-1138) ∞ Hedwig (~1095-1162)        | Herman I van Winzenburg (1083-1138) ∞ Hedwig (~1095-1162)              | Herman I van Winzenburg (1083-1138) ∞ Hedwig (~1095-1162)              |
| Ouders                                | Albrecht de Beer (1098-1170) ∞ Sophia van Winzenburg (1105-1160)                         | Albrecht de Beer (1098-1170) ∞ Sophia van Winzenburg (1105-1160)                         | Albrecht de Beer (1098-1170) ∞ Sophia van Winzenburg (1105-1160) | Albrecht de Beer (1098-1170) ∞ Sophia van Winzenburg (1105-1160) | Albrecht de Beer (1098-1170) ∞ Sophia van Winzenburg (1105-1160) | Albrecht de Beer (1098-1170) ∞ Sophia van Winzenburg (1105-1160) | Albrecht de Beer (1098-1170) ∞ Sophia van Winzenburg (1105-1160)       | Albrecht de Beer (1098-1170) ∞ Sophia van Winzenburg (1105-1160)       |
| Otto I van Brandenburg (1127-1184)    |                                                                                          |                                                                                          |                                                                  |                                                                  |                                                                  |                                                                  |                                                                        |                                                                        |